# 渡辺友裕
渡辺 友裕（わたなべ ともひろ、1995年9月8日 - ）は、日本の元声優、俳優、タレント。神奈川県出身。身長157cm。かつてはスペースクラフト・エンタテインメントに所属していた。

## 人物
- 趣味・特技はバスケットボール・剣道[1]。
- 安倍龍太郎、大島崚と『極上!!めちゃモテ委員長』の作中ユニット「MM3」を組んでいる。キャラクターの説明は、極上!!めちゃモテ委員長の項を参照。
- 声優デビュー前に子役として映画・ドラマに出演していた。

## 出演

### テレビアニメ
- 極上!!めちゃモテ委員長（2009年 - 2011年、テレビ東京） - 南雲波人 役[2] - 2シリーズ[一覧 1]

### バラエティ
- おはスタ（2009年 - 2011年3月24日、テレビ東京） - 木曜レギュラー（南雲波人として出演）

### テレビドラマ
- 火曜サスペンス劇場 四国八十八か所逃亡巡礼（2004年、日本テレビ） - 小久保優一 役

### 映画
- この胸いっぱいの愛を（2005年）
- さくらの足あと（2007年） - 田辺勇気（少年期）役、田辺徹 役
- クローズド・ノート（2007年）
- 歓喜の歌（2008年） - 五十嵐悟 役
- グーグーだって猫である（2008年） - 山口建夫 役

### 舞台
- つんく♂THEATER第九弾〜めちゃモテ劇場〜「めちゃモテ委員長VSめちゃモテ反対委員会ですわっ！」（2011年1月6日 - 10日、六行会ホール） - 南雲波人 役

### コンサート・イベント
- Sound Horizon 6th Story Concert『Moira 〜其れでも、お征きなさい仔等よ〜』（2008 - 2009年） - Ελευσευς（少年期） 役[3]

### ミュージックビデオ
- Sound Horizon 6th Story CD Moira 冥王（2008年） - Ελευσευς 役

### CM
- ライオントップ（2003年）
- マクドナルド ハッピーセット「ロックマンエグゼ」（2005年）

## ディスコグラフィ

### キャラクターソング
| 発売日         | 商品名                          | 歌  | 楽曲                | 備考                                                     |
| -------------- | ------------------------------- | --- | ------------------- | -------------------------------------------------------- |
| 2009年10月21日 | 大好きになれっ!/こころ 君に届け | MM3 | 「こころ 君に届け」 | テレビアニメ『極上!!めちゃモテ委員長』エンディングテーマ |
| 2010年6月16日  | 君が主役さっ!/この手の中に      | MM3 | 「この手の中に」    | テレビアニメ『極上!!めちゃモテ委員長』エンディングテーマ |

### ユニットメンバー
1. ↑  東條潮（大島崚）、西崎青（安倍龍太郎）、南雲波人（渡辺友裕）

### シリーズ一覧
1. ↑  第1期（2009年）、第2期『セカンドコレクション』（2010年）